# Paterson (película)
Paterson es una película dramática producida internacionalmente entre Estados Unidos, Francia y Bélgica, dirigida y escrita por Jim Jarmusch. Fue seleccionada para competir por la Palma de Oro en el Festival de Cannes 2016. En Norteamérica su estreno se produjo en el Festival Internacional de Cine de Toronto. El film se estrenó en Alemania el 17 de noviembre de 2016 por K5 International, en Francia el 21 de diciembre de 2016 por Le Pacte y en Estados Unidos el 28 de diciembre de 2016 por Amazon Studios y Bleecker Street.
En Cannes el perro de la película, Marvin (interpretado por la perra Nellie), ganó el Premio Palm Dog, un premio alternativo concedido por críticos internacionales a la mejor interpretación canina.

## Sinopsis
La película es el diario del protagonista, siete días en la vida de un joven conductor de autobús estadounidense llamado Paterson, un hombre afable y tranquilo. El joven, de una gran cultura literaria, es también poeta y vive con una joven esposa encantadora en una ciudad media denominada Paterson, en Nueva Jersey. La casualidad ha querido también que su propia línea de autobús tenga la dirección 23 Paterson. Cada mañana, el joven hace su rutina: marcha al trabajo con su pequeña fiambrera, conduce durante ocho horas el autobús y, a ratos, escribe en un cuaderno sencillos poemas de marcado carácter realista, a la manera de su admirado William Carlos Williams, también criado en Paterson, o como William Burroughs, que vivió en la misma localidad. Al llegar a casa, lee, ordena su biblioteca y cena con su esposa, que cada día le sorprende con sus dotes de originalidad. Al anochecer, saca a su perro a dar un paseo y se toma una cerveza en el bar de la esquina.

## Reparto
- Adam Driver como Paterson.
- Golshifteh Farahani como Laura.
- William Jackson Harper como Everett.
- Chasten Harmon como Marie.
- Barry Shabaka Henley como Doc.
- Rizwan Manji como Donny.
- Masatoshi Nagase como un poeta japonés.
- Kara Hayward como una estudiante.
- Jared Gilman como un estudiante.
- Cliff Smith como Method Man.
- Sterling Jerins como una joven poeta.

## Producción
En enero de 2016 se reveló que Adam Driver y Golshifteh Farahani habían sido incluidos en la cinta, con Jim Jarmusch dirigiéndola a partir de un guion que el mismo escribió, con Oliver Simon y Daniel Baur sirviendo como productores ejecutivos bajo su productora K5 Films, mientras que Joshua Astrachan y Carter Logan como productores bajo sus compañías Animal Kingdom e Inkjet, respectivamente.

## Recepción
Paterson ha recibido críticas positivas por parte de los críticos. Mantiene un índice de aprobación del 97% en Rotten Tomatoes, con base en 29 críticas, con una calificación promedio de 9,2/10. En el consenso crítico del sitio se puede leer: «Paterson es otra película sin adornos dentro de la filmografía de Jim Jarmusch y tiene una impresionante actuación por parte de Adam Driver». En Metacritic posee una calificación de 90/100, con base en 13 críticas, indicando que es «universalmente aclamada».

## Premios y nominaciones
| Ceremonia                                                   | Categoría                | Candidato        | Resultado | Ref    |
| ----------------------------------------------------------- | ------------------------ | ---------------- | --------- | ------ |
| Festival de Cannes 2016                                     | Palma de Oro             | Paterson         | Nominada  | [ 1 ]  |
| Festival de Cannes 2016                                     | Palm Dog                 | Nellie (póstumo) | Ganadora  | [ 3 ]  |
| Premios de la Asociación Belga de Críticos de Cine 2016     | Grand Prix               | Paterson         | Nominada  | [ 7 ]  |
| Boston Society of Film Critics 2016                         | Mejor guion              | Jim Jarmusch     | Nominado  | [ 8 ]  |
| Asociación de Críticos de Cine de Los Ángeles 2016          | Mejor actor              | Adam Driver      | Ganador   | [ 9 ]  |
| Asociación de Críticos de Cine de Chicago 2016              | Mejor actor              | Adam Driver      | Nominado  | [ 10 ] |
| Círculo Femenino de Críticos de Cine de Estados Unidos 2016 | Mejor imagen masculina   | Paterson         | Nominada  | [ 11 ] |
| Círculo Femenino de Críticos de Cine de Estados Unidos 2016 | Mejor pareja en pantalla | Paterson         | Nominada  | [ 11 ] |
| Círculo Femenino de Críticos de Cine de Estados Unidos 2016 | Mejor igualdad de sexos  | Paterson         | Nominada  | [ 11 ] |
| Premios Gotham 2016                                         | Mejor película           | Paterson         | Nominada  | [ 12 ] |
| Premios Gotham 2016                                         | Mejor guion              | Jim Jarmusch     | Nominado  | [ 12 ] |
| Premios Gotham 2016                                         | Mejor actor              | Adam Driver      | Nominado  | [ 12 ] |

### Premios Cóndor de Plata
Dichos premios fueron entregados por la Asociación de Cronistas Cinematográficos de la Argentina en  2018.
| Año  | Categoría                           | Candidato | Resultado |
| ---- | ----------------------------------- | --------- | --------- |
| 2018 | Mejor película en lengua extranjera | Paterson  | Nominada  |

## Poemas
Los versos libres citados en el filme son en su mayor parte de Ron Padgett, poeta americano de la Escuela de Nueva York. Un poema de William Carlos Williams (poeta que admira y lee Paterson) es también utilizado en el filme: This Is Just To Say.